# Можжевельник многоплодный
Можжеве́льник многоплодный, или Можжеве́льник восточный (лат. Juniperus polycarpos) — вечнозелёные хвойные деревья, вид рода Можжевельник (Juniperus) семейства Кипарисовые (Cupressaceae).

## Распространение и экология
Ареал вида охватывает Среднюю Азию, Оман, Афганистан, Иран, Ирак, Пакистан и северо-западные районы Индии.

## Ботаническое описание
Дерево высотой 5—10 м. Крона густая, красноватая или красновато-серая. Молодые веточки сравнительно короткие, толщиной 1,5 мм, слегка четко-образные или ровные, желтовато- или сизо-зелёные.
Листья продолговатые, острые с продолговатой спинной железкой.
Шишкоягоды диаметром около 1,2 см, почти шаровидные, с сильным сизым налётом, очень твёрдые, с подкожным деревянистым слоем, с 2—3 семенами, реже с 4 семенами. Семена плоские или трёхгранно-овальные, длиной 6—7,5 мм, шириной 5—6 мм, боковые — широкие с выпуклой, почти гладкой спинкой, средние — сбоку с продольными бороздками, или же все три овальные с туповатым остроконечием. Молодые белые, часто с резко отделяющейся, благодаря двум бороздкам, окраиной; зрелые — тёмно-окрашенные, иногда с сохраняющимися боковыми бороздками и окраинами.

## Хозяйственное значение и применение
Древесину использовали для столярных работ и поделок. Иногда употребляли как строительный материал и топливо, однако запас древесины в арчовых лесах очень мал (обычно 10—40 м³/га), и, кроме того, арчовые горные леса имеют большое водоохранное значение.

## Классификация

### Представители
В рамках вида выделяют ряд разновидностей:
- Juniperus polycarpos var. polycarpos
- Juniperus polycarpos var. seravschanica (Kom.) Kitam.

- [syn.  Juniperus macropoda Boiss.]
- [syn.  Juniperus seravschanica Kom. — Можжевельник зеравшанский]

- Juniperus polycarpos var. turcomanica (B.Fedtsch.) R.P.Adams

- [syn.  Juniperus turcomanica B.Fedtsch. basionym — Можжевельник туркменский]

### Таксономия
Вид Можжевельник многоплодный входит в род Можжевельник (Juniperus) семейства Кипарисовые (Cupressaceae) порядка Сосновые (Pinales).
|  |                    |  |                                          |                                          |                       |  | ещё 6 семейств | ещё 6 семейств |                               |  |  |  | ещё от 50 до 67 видов |
|  |                    |  |                                          |                                          |                       |  | ещё 6 семейств | ещё 6 семейств |                               |  |  |  | ещё от 50 до 67 видов |
|  |                    |  |                                          | порядок Сосновые                         |                       |  |                |                | род Можжевельник              |  |  |  |                       |
|  |                    |  |                                          | порядок Сосновые                         |                       |  |                |                | род Можжевельник              |  |  |  |                       |
|  | отдел Голосеменные |  |                                          |                                          | семейство Кипарисовые |  |                |                | вид Можжевельник многоплодный |  |  |  |                       |
|  | отдел Голосеменные |  |                                          |                                          | семейство Кипарисовые |  |                |                |                               |  |  |  |                       |
|  |                    |  | ещё 13—14 порядков голосеменных растений | ещё 13—14 порядков голосеменных растений |                       |  |                | ещё 10 родов   | ещё 10 родов                  |  |  |  |                       |
|  |                    |  |                                          | ещё 13—14 порядков голосеменных растений |                       |  |                |                | ещё 10 родов                  |  |  |  |                       |